# Ukrainischer Fußballpokal 2020/21
Der Ukrainische Fußballpokal 2020/21 war die 30. Austragung des ukrainischen Pokalwettbewerbs der Männer. Pokalsieger wurde Titelverteidiger Dynamo Kiew. Das Team setzte sich im Finale am 13. Mai 2021 im Stadtstadion von Ternopil gegen Schachtar Donezk durch. Zuschauer waren nur reduziert in 21 Spielen zugelassen, die anderen 31 Spiele fanden unter Ausschluss der Öffentlichkeit statt.

## Modus
Alle Begegnungen wurden in einem Spiel ausgetragen. Bei unentschiedenem Ausgang wurde zur Ermittlung des Siegers eine Verlängerung gespielt. Stand danach kein Sieger fest, folgte ein Elfmeterschießen. Die unterklassigen Teams hatten Heimrecht.
Da Dynamo Kiew bereits als Meister für die Champions League qualifiziert war, ging der Startplatz für die Europa League an den Liganächsten. 

## Teilnehmende Teams
| Premjer-Liha (14) | Perscha Liha (16) | Druha Liha (23) | Amateur-Pokal (2)                        |
| --- | --- | --- | ---------------------------------------- |
| - Desna Tschernihiw - SK Dnipro-1 - Dynamo Kiew - Inhulez Petrowe - Kolos Kowaliwka - FK Lwiw - FK Mariupol - FK Mynaj - FK Oleksandrija - Olympik Donezk - Ruch Lwiw - Schachtar Donezk - Sorja Luhansk - Worskla Poltawa | - Ahrobisnes Wolotschysk - Alians Lypowa Dolyna - WPK-Ahro Schewtschenkiwka - Awanhard Kramatorsk - Hirnyk-Sport Horischni Plawni - Kremin Krementschuk - Krystal Cherson - Metalist 1925 Charkiw - MFK Mykolajiw - Nywa Ternopil - Obolon Kiew - FK Polissja Schytomyr - FK Prykarpattja Iwano-Frankiwsk - Tschornomorez Odessa - Weres Riwne - Wolyn Luzk | - Balkany Sorja - FSK Bukowina Czernowitz - Dinas Wyschhorod - Dnipro Tscherkassy - Enerhija Nowa Kachowka - Episentr Dunajiwzi - Jarud Mariupol - Karpaty Halytsch - Karpaty Lwiw - Krywbas Krywyj Rih - FK Metal Charkiw - Metalurh Saporischschja - FK Nikopol - Nywa Winnyzja - Peremoha Dnipro - Podillja Chmelnyzkyj - Real-Pharma Odessa - Rubikon Kiew - Tawrija Simferopol - FK Tschajka - FK Tscherkaschtschyna - FK Tschernihiw - FK Uschhorod | - Olimpija Sawynzi - Wiktorija Mikolajiw |

## 1. Qualifikationsrunde
Teilnehmer: 13 Zweitligisten, 23 Drittligisten und die beiden Finalisten des Amateur-Pokals.
| Datum      |                               | Ergebnis              |                                      |
| ---------- | ----------------------------- | --------------------- | ------------------------------------ |
| 26.08.2020 | Krywbas Krywyj Rih (III)      | 4:2                   | FK Tscherkaschtschyna (III)          |
| 28.08.2020 | Karpaty Halytsch (III)        | 1:2                   | Nywa Ternopil (II)                   |
| 28.08.2020 | FK Tschajka (III)             | 0:1                   | FK Polissja Schytomyr (II)           |
| 29.08.2020 | Peremoha Dnipro (III)         | 0:2                   | Kremin Krementschuk (II)             |
| 29.08.2020 | FK Metal Charkiw (III)        | 1:3                   | WPK-Ahro Schewtschenkiwka (II)       |
| 29.08.2020 | FK Nikopol (III)              | 1:3                   | Krystal Cherson (II)                 |
| 29.08.2020 | Wiktorija Mikolajiw (Am)      | 4:0                   | Jarud Mariupol (III)                 |
| 29.08.2020 | Rubikon Kiew (III)            | 0:2                   | Dinas Wyschhorod (III)               |
| 29.08.2020 | Podillja Chmelnyzkyj (III)    | 00:3 1                | FK Prykarpattja Iwano-Frankiwsk (II) |
| 29.08.2020 | Nywa Winnyzja (III)           | 0kampflos 2           | FK Tschernihiw (III)                 |
| 29.08.2020 | FK Uschhorod (III)            | 2:0                   | FSK Bukowina Czernowitz (III)        |
| 29.08.2020 | Enerhija Nowa Kachowka (III)  | 2:3                   | Tschornomorez Odessa (II)            |
| 29.08.2020 | Balkany Sorja (III)           | 0:1                   | MFK Mykolajiw (II)                   |
| 29.08.2020 | Alians Lypowa Dolyna (II)     | 2:0                   | Metalist 1925 Charkiw (II)           |
| 30.08.2020 | Tawrija Simferopol (III)      | 2:1                   | Real-Pharma Odessa (III)             |
| 30.08.2020 | Olimpija Sawynzi (Am)         | 1:2                   | Hirnyk-Sport Horischni Plawni (II)   |
| 30.08.2020 | Episentr Dunajiwzi (III)      | 4:0                   | Karpaty Lwiw (III)                   |
| 08.09.2020 | Dnipro Tscherkassy (III)      | 0:5                   | Weres Riwne (II)                     |
| 09.09.2020 | Metalurh Saporischschja (III) | 0:0 n. V. (4:3 i. E.) | Awanhard Kramatorsk (II)             |

## 2. Qualifikationsrunde
Teilnehmer: Die 19 Sieger der 1. Qualifikationsrunde und 3 weitere Zweitligisten.
| Datum      |                                | Ergebnis              |                                      |
| ---------- | ------------------------------ | --------------------- | ------------------------------------ |
| 16.09.2020 | Wiktorija Mikolajiw (Am)       | 0:0 n. V. (8:7 i. E.) | Dinas Wyschhorod (III)               |
| 16.09.2020 | Nywa Winnyzja (III)            | 2:2 n. V. (4:3 i. E.) | Krystal Cherson (II)                 |
| 16.09.2020 | MFK Mykolajiw (II)             | 1:0                   | Tschornomorez Odessa (II)            |
| 16.09.2020 | Krywbas Krywyj Rih (III)       | 4:1                   | Tawrija Simferopol (III)             |
| 16.09.2020 | FK Uschhorod (III)             | 0:1                   | Ahrobisnes Wolotschysk (II)          |
| 16.09.2020 | Wolyn Luzk (II)                | 0:1                   | FK Prykarpattja Iwano-Frankiwsk (II) |
| 16.09.2020 | Obolon Kiew (II)               | 0:1                   | FK Polissja Schytomyr (II)           |
| 16.09.2020 | Alians Lypowa Dolyna (II)      | 0:3                   | Weres Riwne (II)                     |
| 16.09.2020 | WPK-Ahro Schewtschenkiwka (II) | 2:2 n. V. (4:2 i. E.) | Kremin Krementschuk (II)             |
| 17.09.2020 | Episentr Dunajiwzi (III)       | 3:0                   | Nywa Ternopil (II)                   |
| 17.09.2020 | Metalurh Saporischschja (III)  | 1:4                   | Hirnyk-Sport Horischni Plawni (II)   |

## 3. Qualifikationsrunde
Teilnehmer: Die 11 Sieger der 2. Qualifikationsrunde und die 11 Vereine der Premjer-Liha 2020/21, die die Saison mit Platz 4 oder schlechter abschnitten.
| Datum      |                                      | Ergebnis  |                             |
| ---------- | ------------------------------------ | --------- | --------------------------- |
| 30.09.2020 | Hirnyk-Sport Horischni Plawni (II)   | 3:5 n. V. | SK Dnipro-1 (I)             |
| 30.09.2020 | Wiktorija Mikolajiw (Am)             | 1:3       | FK Mariupol (I)             |
| 30.09.2020 | Weres Riwne (II)                     | 4:2 n. V. | MFK Mykolajiw (II)          |
| 30.09.2020 | FK Polissja Schytomyr (II)           | 1:2       | FK Mynaj (I)                |
| 30.09.2020 | Krywbas Krywyj Rih (III)             | 0:1       | Nywa Winnyzja (III)         |
| 30.09.2020 | Episentr Dunajiwzi (III)             | 1:2       | Ahrobisnes Wolotschysk (II) |
| 30.09.2020 | Worskla Poltawa (I)                  | 2:0       | FK Lwiw (I)                 |
| 30.09.2020 | Desna Tschernihiw (I)                | 2:1       | Ruch Lwiw (I)               |
| 30.09.2020 | FK Prykarpattja Iwano-Frankiwsk (II) | 0:1       | Kolos Kowaliwka (I)         |
| 30.09.2020 | FK Oleksandrija (I)                  | 4:1       | Inhulez Petrowe (I)         |
| 13.11.2020 | WPK-Ahro Schewtschenkiwka (II)       | 1:0       | Olympik Donezk (I)          |

## Achtelfinale
Teilnehmer: Die 11 Sieger der 1. Runde und mit Sorja Luhansk der Drittplatzierte der vergangenen Premjer-Liha-Saison.
| Datum      |                                | Ergebnis |                     |
| ---------- | ------------------------------ | -------- | ------------------- |
| 02.12.2020 | WPK-Ahro Schewtschenkiwka (II) | 0:5      | SK Dnipro-1 (I)     |
| 02.12.2020 | Weres Riwne (II)               | 1:0      | FK Mariupol (I)     |
| 02.12.2020 | Nywa Winnyzja (III)            | 0:4      | Kolos Kowaliwka (I) |
| 02.12.2020 | Ahrobisnes Wolotschysk (II)    | 1:0      | Worskla Poltawa (I) |
| 02.12.2020 | FK Oleksandrija (I)            | 3:0      | FK Mynaj (I)        |
| 16.12.2020 | Desna Tschernihiw (I)          | 0:1      | Sorja Luhansk (I)   |

## Viertelfinale
Teilnehmer: Die 6 Sieger aus dem Achtelfinale, sowie der Meister und Pokalsieger der Saison 2019/20.
| Datum      |                             | Ergebnis              |                      |
| ---------- | --------------------------- | --------------------- | -------------------- |
| 03.03.2021 | Weres Riwne (II)            | 1:2                   | Sorja Luhansk (I)    |
| 03.03.2021 | Dynamo Kiew (I)             | 0:0 n. V. (4:3 i. E.) | Kolos Kowaliwka (I)  |
| 03.03.2021 | SK Dnipro-1 (I)             | 1:1 n. V. (3:4 i. E.) | FK Oleksandrija (I)  |
| 03.03.2021 | Ahrobisnes Wolotschysk (II) | 1:0 n. V.             | Schachtar Donezk (I) |

## Halbfinale
| Datum      |                             | Ergebnis              |                   |
| ---------- | --------------------------- | --------------------- | ----------------- |
| 21.04.2021 | Ahrobisnes Wolotschysk (II) | 0:3                   | Dynamo Kiew (I)   |
| 21.04.2021 | FK Oleksandrija (I)         | 1:1 n. V. (3:4 i. E.) | Sorja Luhansk (I) |

## Finale
| Paarung        | Dynamo Kiew – Sorja Luhansk |
| Ergebnis       | 1:0 n. V. |
| Datum          | 13. Mai 2021 |
| Stadion        | Ternopil Stadtstadion, Ternopil |
| Zuschauer      | 3.000 |
| Schiedsrichter | Jurij Iwanow |
| Tore           | 1:0 Wiktor Zyhankow (98.) |
| Dynamo Kiew    | Denys Bojko – Tomasz Kędziora, Illja Sabarnyj, Denys Popow, Witalij Mykolenko (11. Oleksandr Karawajew) – Mykola Schaparenko, Serhij Sydortschuk – Wiktor Zyhankow, Witalij Bujalskyj (113. Denys Harmasch), Gerson Rodrigues (118. Carlos De Pena) – Artem Bjessjedin Cheftrainer: Mircea Lucescu ( Rumänien)                  |
| Sorja Luhansk  | Nikola Vasilj – Denys Faworow, Witalij Wernydub , Dmytro Iwanissenja, Juninho – Wladyslaw Kotscherin, Jehor Nasaryna (63. Allahyar Sayyadmanesh), Wladlen Jurtschenko (117. Lovro Cvek), Dmytro Chomtschenowskyj – Wladyslaw Kabajew (82. Oleksandr Hladkyj) – Artem Hromow (90.+3' Shahab Zahedi) Cheftrainer: Viktor Skripnik |
| Gelbe Karten   | Mykola Schaparenko, Serhij Sydortschuk – Witalij Wernydub, Wladlen Jurtschenko, Wladyslaw Kotscherin, Allahyar Sayyadmanesh, Juninho, Dmytro Iwanissenja |
| Besonderheiten | Nikola Vasilj hält Foulelfmeter von Wiktor Zyhankow (105.+2') |